# Orange Goblin
Gli Orange Goblin, chiamati inizialmente Our Haunted Kingdom, sono un gruppo musicale stoner metal britannico, formatosi a Londra nel 1995.
I primi tre album del gruppo sono di genere stoner, mentre a partire dall'album Coup de Grace il suono è diventato heavy metal.

## Formazione

### Formazione attuale
- Ben Ward - voce
- Joe Hoare - chitarra
- Martyn Millard - basso
- Chris Turner - batteria

### Ex componenti
- Pete O'Malley - chitarra
- Duncan Gibbs - tastiera turnista

## Discografia

### Album in studio
- 1997 - Frequencies from Planet Ten
- 1998 - Time Travelling Blues
- 2000 - The Big Black
- 2002 - Coup de Grace
- 2004 - Thieving from the House of God
- 2007 - Healing Through Fire
- 2012 - A Eulogy for the Damned
- 2014 - Back from the Abyss
- 2018 - The Wolf Bites Back
- 2024 - Science, not Fiction

### Album dal vivo
- 2013 - A Eulogy for the Fans... Orange Goblin Live 2012
- 2020 - Rough & Ready, Live & Loud

### EP
- 1998 - The Time

### Split album
- 1996 - Demon Lung/Aquatic Fanatic - split con gli Electric Wizard
- 1997 - Chrono.Naut/Nuclear Guru - split con gli Electric Wizard
- 2000 - Orange Goblin/Alabama Thunderpussy - split con gli Alabama Thunderpussy

### Singoli
- 1997 - Nuclear Guru
- 2004 - Some You Win, Some You Lose